# Le Paradis des monte-en-l'air
Pour plus de détails, voir Fiche technique et Distribution.
Le Paradis des monte-en-l'air (titre original : Two Way Stretch) est un film britannique de Robert Day sorti en 1960.

## Synopsis
Alors qu'il séjournent dans une prison aux méthodes basées sur la douceur et l'apprentissage des métiers, trois détenus projettent de commettre des vols, tout en s'évadant et réintégrant leurs cellules, afin que, une fois sortis, ils soient riches et insoupçonnables. Ils réussissent plusieurs fois l'exploit mais, très vite, perdent leur magot...

## Fiche technique
- Titre original : Two Way Stretch
- Réalisation : Robert Day
- Scénario : Vivian Cox, Len Heath et John Warren
- Dialogues : Alan Hackney
- Directeur de la photographie : Geoffrey Faithfull
- Montage : Bert Rule
- Musique : Ken Jones
- Production : M. Smedley-Aston
- Genre : Comédie policière
- Pays :  Royaume-Uni
- Durée : 86 minutes
- Date de sortie :
  -  Royaume-Uni : 26 janvier 1960 (Londres)
  -  États-Unis : 23 janvier 1961 (New York)
  -  France : 6 septembre 1961

## Distribution
- Peter Sellers (VF : Roland Ménard) : Dodger Lane
- David Lodge (VF : Jacques Marin) : Jelly Knight
- Bernard Cribbins (VF : Michel Roux) : Lennie Price
- Wilfrid Hyde-White (VF : Roger Tréville) : Soapy Stevens
- Maurice Denham (VF : Louis Arbessier) : le gouverneur
- Lionel Jeffries (VF : Maurice Dorléac) : le chef P.O. Crout
- Irene Handl (VF : Lita Recio) : Mrs Price
- Liz Fraser (VF : Micheline Cheirel) : Ethel
- Beryl Reid : Miss Pringle
- Noel Hood : Miss Prescott
- Myrette Morven : Miss Meakin
- George Woodbridge (VF : Raymond Rognoni) : le chef P.O. Jenkins
- Thorley Walters (VF : Jean-Henri Chambois) : le colonel Parkright